# Vice-président du Parlement européen
Au sein du Parlement européen, sont élus 14 vice-présidents qui secondent son président.

## Rôle
Les quatorze vice-présidents remplacent le président dans l'exercice de ses fonctions lorsque cela est nécessaire, y compris en assurant la présidence des séances plénières. Ils sont également membres du Bureau du Parlement européen. Le Bureau est l'instance qui fixe les règles du Parlement. Le Bureau élabore le projet de budget préliminaire du Parlement et décide des aspects relatifs à l'administration, au personnel et à l'organisation du Parlement.

## Élection
Les 14 vice-présidents sont élus après le président, à scrutin secret. Chaque député peut voter pour plusieurs candidats. Ces derniers doivent obtenir la majorité absolue des votes exprimés. Un deuxième tour a lieu si les 14 postes ne sont pas pourvus à l'issue du premier tour. Un troisième tour peut éventuellement être organisé si des postes restent encore à pourvoir et, dans ce cas, l'élection a lieu à la majorité simple.
Dans chaque législature, les vice-présidents sont élus pour la moitié du mandat (deux ans et demi).

## Historique

### 5elégislature(1999-2004)
| Ordre d'élection | Membres                | Groupe    | Groupe    | État        | Voix |
| ---------------- | ---------------------- | --------- | --------- | ----------- | ---- |
| 1                | David Martin           |           | S&D       | Royaume-Uni | 275  |
| 2                | Renzo Imbeni           | Italie    | S&D       | 252         |      |
| 3                | Gerhard Schmid         | Allemagne | S&D       | 249         |      |
| 4                | James Provan           |           | PPE       | Royaume-Uni | 246  |
| 5                | Ingo Friedrich         | Allemagne | PPE       | 246         |      |
| 6                | Marie-Noëlle Lienemann |           | S&D       | France      | 215  |
| 7                | Guido Podestà          |           | PPE       | Italie      | 213  |
| 8                | Alejo Vidal-Quadras    | Espagne   | PPE       | 212         |      |
| 9                | Joan Colom i Naval     | Espagne   |           | S&D         | 209  |
| 10               | José Pacheco Pereira   |           | PPE       | Portugal    | 204  |
| 11               | Luís Marinho           |           | S&D       | Portugal    | 198  |
| 12               | Jan-Kees Wiebenga      |           | ELDR      | Pays-Bas    | 136  |
| 13               | Alonso José Puerta     |           | GUE/NGL   | Espagne     | 133  |
| 14               | Gérard Onesta          |           | Verts/ALE | France      | 117  |

| Ordre d'élection | Membres                 | Groupe      | Groupe    | État        | Voix |
| ---------------- | ----------------------- | ----------- | --------- | ----------- | ---- |
| 1                | David Martin            |             | S&D       | Royaume-Uni | 300  |
| 2                | Giorgos Dimitrakopoulos |             | PPE       | Grèce       | 240  |
| 3                | Charlotte Cederschiöld  | Suède       | PPE       | 230         |      |
| 4                | Renzo Imbeni            |             | S&D       | Italie      | 226  |
| 5                | Alejo Vidal-Quadras     |             | PPE       | Espagne     | 215  |
| 6                | Guido Podestà           | Italie      | PPE       | 203         |      |
| 7                | Ingo Friedrich          | Allemagne   | PPE       | 200         |      |
| 8                | Catherine Lalumière     |             | S&D       | France      | 191  |
| 9                | Joan Colom i Naval      | Espagne     | S&D       | 168         |      |
| 10               | José Pacheco Pereira    |             | PPE       | Portugal    | 164  |
| 11               | James Provan            | Royaume-Uni | PPE       | 162         |      |
| 12               | Gerhard Schmid          |             | S&D       | Allemagne   | 151  |
| 13               | Gérard Onesta           |             | Verts/ALE | France      | 148  |
| 14               | Alonso José Puerta      |             | GUE/NGL   | Espagne     | 120  |

### 6elégislature(2004-2009)
| Ordre d'élection | Membres                  | Groupe    | Groupe    | État               |
| ---------------- | ------------------------ | --------- | --------- | ------------------ |
| 1                | Alejo Vidal-Quadras Roca |           | PPE       | Espagne            |
| 2                | Antonios Trakatellis     | Grèce     | PPE       |                    |
| 3                | Dagmar Roth-Behrendt     |           | S&D       | Allemagne          |
| 4                | Edward McMillan-Scott    |           | PPE       | Royaume-Uni        |
| 5                | Ingo Friedrich           | Allemagne | PPE       |                    |
| 6                | Mario Mauro              | Italie    | PPE       |                    |
| 7                | António Costa            |           | S&D       | Portugal           |
| 8                | Luigi Cocilovo           |           | ALDE      | Italie             |
| 9                | Jacek Saryusz-Wolski     |           | PPE       | Pologne            |
| 10               | Pierre Moscovici         |           | S&D       | France             |
| 11               | Miroslav Ouzký           |           | PPE       | République tchèque |
| 12               | Janusz Onyszkiewicz      |           | ALDE      | Pologne            |
| 13               | Gérard Onesta            |           | Verts/ALE | France             |
| 14               | Sylvia-Yvonne Kaufmann   |           | GUE/NGL   | Allemagne          |

| Ordre d'élection | Membres                        | Groupe   | Groupe    | État        | Voix |
| ---------------- | ------------------------------ | -------- | --------- | ----------- | ---- |
| 1                | Rodi Kratsa-Tsagaropoulou      |          | PPE       | Grèce       | 322  |
| 2                | Alejo Vidal-Quadras            | Espagne  | PPE       | 300         |      |
| 3                | Gérard Onesta                  |          | Verts/ALE | France      | 285  |
| 4                | Edward McMillan-Scott          |          | PPE       | Royaume-Uni | 274  |
| 5                | Mario Mauro                    | Italie   | PPE       | 262         |      |
| 6                | Miguel Angel Martínez Martínez |          | S&D       | Espagne     | 260  |
| 7                | Luigi Cocilovo                 |          | ALDE      | Italie      | 234  |
| 8                | Mechtild Rothe                 |          | S&D       | Allemagne   | 217  |
| 9                | Luisa Morgantini               |          | GUE/NGL   | Italie      | 207  |
| 10               | Pierre Moscovici               |          | S&D       | France      | 207  |
| 11               | Manuel António Dos Santos      | Portugal | S&D       | 193         |      |
| 12               | Diana Wallis                   |          | ALDE      | Royaume-Uni | 192  |
| 13               | Marek Siwiec                   |          | S&D       | Pologne     | 180  |
| 14               | Adam Bielan                    |          | UEN       | Pologne     | 128  |

### 7elégislature(2009-2014)
| Ordre d'élection | Membres                        | Groupe             | Groupe      | État        | Voix |
| ---------------- | ------------------------------ | ------------------ | ----------- | ----------- | ---- |
| 1                | Gianni Pittella                |                    | S&D         | Italie      | 360  |
| 2                | Ródi Krátsa-Tsagaropoúlou      |                    | PPE         | Grèce       | 355  |
| 3                | Stávros Lambrinídis            |                    | S&D         | Grèce       | 346  |
| 4                | Miguel Angel Martinez Martinez | Espagne            | S&D         | 327         |      |
| 5                | Alejo Vidal-Quadras            | Espagne            |             | PPE         | 308  |
| 6                | Dagmar Roth-Behrendt           |                    | S&D         | Allemagne   | 287  |
| 7                | Libor Roucek                   | République tchèque | S&D         | 278         |      |
| 8                | Isabelle Durant                |                    | Verts/EFA   | Belgique    | 276  |
| 9                | Roberta Angelilli              |                    | PPE         | Italie      | 274  |
| 10               | Diana Wallis                   |                    | ALDE        | Royaume-Uni | 272  |
| 11               | Pál Schmitt                    |                    | PPE         | Hongrie     | 257  |
| 12               | Edward McMillan-Scott          |                    | Non-inscrit | Royaume-Uni | 244  |
| 13               | Rainer Wieland                 |                    | PPE         | Allemagne   | 237  |
| 14               | Silvana Koch-Mehrin            |                    | PPE         | Allemagne   | 186  |

| Ordre d'élection | Membres                        | Groupe   | Groupe    | État               | Voix |
| ---------------- | ------------------------------ | -------- | --------- | ------------------ | ---- |
| 1                | Gianni Pittella                |          | S&D       | Italie             | 319  |
| 2                | Miguel Angel Martinez Martinez | Espagne  | S&D       | 295                |      |
| 3                | Anni Podimata                  | Grèce    | S&D       | 281                |      |
| 4                | Alejo Vidal-Quadras            |          | PPE       | Espagne            | 269  |
| 5                | Georgios Papastamkos           | Grèce    | PPE       | 248                |      |
| 6                | Roberta Angelilli              | Italie   | PPE       | 246                |      |
| 7                | Othmar Karas                   | Autriche | PPE       | 244                |      |
| 8                | Edward McMillan-Scott          |          | ALDE      | Royaume-Uni        | 239  |
| 9                | Isabelle Durant                |          | Verts/EFA | République tchèque | 238  |
| 10               | Alexander Alvaro               |          | ALDE      | Allemagne          | 235  |
| 11               | Rainer Wieland                 |          | PPE       | Allemagne          | 230  |
| 12               | Oldřich Vlasák                 |          | CRE       | République tchèque | 223  |
| 13               | Jacek Protasiewicz             |          | PPE       | Pologne            | 206  |
| 14               | László Surján                  | Hongrie  | PPE       | 188                |      |

### 8elégislature(2014-2019)
| Ordre d'élection | Membres                   | Groupe    | État      | Voix | Tour |
| ---------------- | ------------------------- | --------- | --------- | ---- | ---- |
| 1                | Antonio Tajani            | PPE       | Italie    | 452  | 1er  |
| 2                | Mairead McGuinness        | PPE       | Irlande   | 441  | 1er  |
| 3                | Rainer Wieland            | PPE       | Allemagne | 437  | 1er  |
| 4                | Ramón Luis Valcárcel      | PPE       | Espagne   | 406  | 1er  |
| 5                | Ildikó Gáll-Pelcz         | PPE       | Hongrie   | 400  | 1er  |
| 6                | Adina-Ioana Vălean        | PPE       | Roumanie  | 394  | 1er  |
| 7                | Corina Crețu              | S&D       | Roumanie  | 406  | 2e   |
| 8                | Sylvie Guillaume          | S&D       | France    | 406  | 2e   |
| 9                | David Sassoli             | S&D       | Italie    | 394  | 2e   |
| 10               | Olli Rehn                 | ALDE      | Finlande  | 377  | 3e   |
| 11               | Alexander Graf Lambsdorff | ALDE      | Allemagne | 365  | 3e   |
| 12               | Ulrike Lunacek            | Verts/EFA | Autriche  | 319  | 3e   |
| 13               | Dimitrios Papadimoulis    | GUE/NGL   | Grèce     | 302  | 3e   |
| 14               | Ryszard Czarnecki         | ECR       | Pologne   | 284  | 3e   |

| Ordre d'élection | Membres                   | Groupe    | État               | Voix | Tour |
| ---------------- | ------------------------- | --------- | ------------------ | ---- | ---- |
| 1                | Mairead McGuinness        | PPE       | Irlande            | 466  | 1er  |
| 2                | Bogusław Liberadzki       | S&D       | Pologne            | 378  | 1er  |
| 3                | David Sassoli             | S&D       | Italie             | 377  | 1er  |
| 4                | Rainer Wieland            | PPE       | Allemagne          | 336  | 1er  |
| 5                | Sylvie Guillaume          | S&D       | France             | 335  | 1er  |
| 6                | Ryszard Czarnecki         | ECR       | Pologne            | 328  | 1er  |
| 7                | Ramón Luis Valcárcel      | PPE       | Espagne            | 323  | 1er  |
| 8                | Evelyne Gebhardt          | S&D       | Allemagne          | 315  | 1er  |
| 9                | Pavel Telička             | ALDE      | République tchèque | 313  | 1er  |
| 10               | Ildikó Gáll-Pelcz         | PPE       | Hongrie            | 310  | 1er  |
| 11               | Ioan Mircea Pașcu         | S&D       | Roumanie           | 517  | 2e   |
| 12               | Dimitrios Papadimoulis    | GUE/NGL   | Grèce              | 469  | 2e   |
| 13               | Ulrike Lunacek            | Verts/EFA | Autriche           | 441  | 2e   |
| 14               | Alexander Graf Lambsdorff | ALDE      | Allemagne          | 393  | 2e   |

Le 15 novembre 2017, deux nouveaux vice-présidents sont élus :
- Fabio Massimo Castaldo, eurodéputé italien (Mouvement 5 étoiles) membre du groupe EFDD, est élu vice-président du Parlement européen. Il récupère le siège laissé vacant par Alexander Graf Lambsdorff, démissionnaire le 23 octobre 2017[4], obtenant 325 voix contre 238 pour l'eurodéputée allemande Gesine Meißner (ADLE)[5].
- Lívia Járóka (PPE), membre du Fidesz, eurodéputée hongroise de 2004 à 2014 puis à partir de septembre 2017, remplace Ildikó Gáll-Pelcz, également membre du PPE et du Fidesz. Elle est élue avec 290 votes en sa faveur[6].

Le 7 février 2018, Ryszard Czarnecki est démis de ses fonctions de vice-président du Parlement européen pour avoir comparé sa collègue députée Róża Thun à un « shmaltsovnik » (terme polonais qui désigne une personne qui faisait chanter les Juifs, ou les Polonais protégeant les Juifs, pendant l'occupation nazie). La proposition de mettre fin à son mandat requérait une majorité des deux tiers des suffrages exprimés représentant la majorité des eurodéputés. Elle a été adoptée par 447 voix en faveur, 196 voix contre.
Le 1er mars 2018, le député Zdzisław Krasnodębski (ECR) est élu en remplacement du vice-président démis.
| Ordre d'élection | Membres                | Groupe    | État               |
| ---------------- | ---------------------- | --------- | ------------------ |
| 1                | Mairead McGuinness     | PPE       | Irlande            |
| 2                | Bogusław Liberadzki    | S&D       | Pologne            |
| 3                | David Sassoli          | S&D       | Italie             |
| 4                | Rainer Wieland         | PPE       | Allemagne          |
| 5                | Sylvie Guillaume       | S&D       | France             |
| 6                | Zdzisław Krasnodębski  | ECR       | Pologne            |
| 7                | Ramón Luis Valcárcel   | PPE       | Espagne            |
| 8                | Evelyne Gebhardt       | S&D       | Allemagne          |
| 9                | Pavel Telička          | ALDE      | République tchèque |
| 10               | Lívia Járóka           | PPE       | Hongrie            |
| 11               | Ioan Mircea Pașcu      | S&D       | Roumanie           |
| 12               | Dimitrios Papadimoulis | GUE/NGL   | Grèce              |
| 13               | Ulrike Lunacek         | Verts/EFA | Autriche           |
| 14               | Fabio Massimo Castaldo | EFDD      | Italie             |

### 9elégislature(2019-2024)
| Ordre d'élection | Membres                | Groupe      | État               | Voix | Tour |
| ---------------- | ---------------------- | ----------- | ------------------ | ---- | ---- |
| 1                | Mairead McGuinness     | PPE         | Irlande            | 618  | 1er  |
| 2                | Pedro Silva Pereira    | S&D         | Portugal           | 556  | 1er  |
| 3                | Rainer Wieland         | PPE         | Allemagne          | 516  | 1er  |
| 4                | Katarina Barley        | S&D         | Allemagne          | 516  | 1er  |
| 5                | Othmar Karas           | PPE         | Autriche           | 477  | 1er  |
| 6                | Ewa Bożena Kopacz      | PPE         | Pologne            | 461  | 1er  |
| 7                | Klára Dobrev           | S&D         | Hongrie            | 402  | 1er  |
| 8                | Dita Charanzová        | RE          | République tchèque | 395  | 1er  |
| 9                | Nicola Beer            | RE          | Allemagne          | 363  | 1er  |
| 10               | Lívia Járóka           | PPE         | Hongrie            | 349  | 1er  |
| 11               | Heidi Hautala          | Verts/EFA   | Finlande           | 336  | 1er  |
| 12               | Marcel Kolaja          | Verts/EFA   | République tchèque | 426  | 2e   |
| 13               | Dimítrios Papadimoúlis | GUE/NGL     | Grèce              | 401  | 2e   |
| 14               | Fabio Massimo Castaldo | Non-inscrit | Italie             | 248  | 3e   |

- Le 12 octobre 2020, Mairead McGuinness est remplacée par Roberta Metsola comme première vice-présidente après sa nomination à la Commission von der Leyen.

| Ordre d'élection | Membres                | Groupe    | Groupe    | État               | Voix | Trour |
| ---------------- | ---------------------- | --------- | --------- | ------------------ | ---- | ----- |
| 1                | Othmar Karas           |           | PPE       | Autriche           | 536  | 1er   |
| 2                | Pina Picierno          |           | S&D       | Italie             | 527  | 1er   |
| 3                | Pedro Silva Pereira    | Portugal  | S&D       | 517                |      | 1er   |
| 4                | Ewa Kopacz             |           | PPE       | Pologne            | 467  | 1er   |
| 5                | Éva Kaïlí              |           | S&D       | Grèce              | 464  | 1er   |
| 6                | Evelyn Regner          | Autriche  | S&D       | 434                |      | 1er   |
| 7                | Rainer Wieland         |           | PPE       | Allemagne          | 432  | 1er   |
| 8                | Katarina Barley        |           | S&D       | Allemagne          | 426  | 1er   |
| 9                | Dita Charanzová        |           | RE        | République tchèque | 406  | 1er   |
| 10               | Michal Šimečka         | Slovaquie | RE        | 494                | 2e   |       |
| 11               | Nicola Beer            | Allemagne | RE        | 410                | 2e   |       |
| 12               | Roberts Zīle           |           | CRE       | Lettonie           | 2e   | 403   |
| 13               | Dimítrios Papadimoúlis |           | GUE/NGL   | Grèce              | 492  | 3e    |
| 14               | Heidi Hautala          |           | Verts/ALE | Finlande           | 304  | 3e    |

- Le 13 décembre 2022, Éva Kaïlí est démise de ses fonctions par 625 voix pour, 1 contre et 2 abstentions[11]. Elle est remplacée le 18 janvier 2023 par Marc Angel[12].

### 10elégislature(2024-2029)
| Ordre d'élection | Membres                | Groupe   | Groupe    | État      | Voix | Tour |
| ---------------- | ---------------------- | -------- | --------- | --------- | ---- | ---- |
| 1                | Sabine Verheyen        |          | PPE       | Allemagne | 604  | 1er  |
| 2                | Ewa Kopacz             | Pologne  | PPE       | 572       |      | 1er  |
| 3                | Esteban González Pons  | Espagne  | PPE       | 478       |      | 1er  |
| 4                | Katarina Barley        |          | S&D       | Allemagne | 450  | 1er  |
| 5                | Pina Picierno          | Italie   | S&D       | 405       |      | 1er  |
| 6                | Victor Negrescu        | Roumanie | S&D       | 394       |      | 1er  |
| 7                | Martin Hojsík          |          | Renew     | Slovaquie | 393  | 1er  |
| 8                | Christel Schaldemose   |          | S&D       | Danemark  | 378  | 1er  |
| 9                | Javier López Fernández | Espagne  | S&D       | 377       |      | 1er  |
| 10               | Sophie Wilmès          |          | Renew     | Belgique  | 371  | 1er  |
| 11               | Nicolae Ștefănuță      |          | Verts/ALE | Roumanie  | 347  | 1er  |
| 12               | Roberts Zīle           |          | CRE       | Lettonie  | 490  | 2e   |
| 13               | Antonella Sberna       | Italie   | CRE       | 314       |      | 2e   |
| 14               | Younous Omarjee        |          | GUE/NGL   | France    | 411  | 2e   |